# 博洛尼亚惨案
博洛尼亚惨案（義大利語：Strage di Bologna），是1980年8月2日清晨发生在意大利博洛尼亚中央火车站的一次恐怖炸弹袭击。在这次爆炸事件中，合共85人丧生、200多人受伤。意大利的极右翼激進组织新秩序（Ordine Nuovo）被控与此事件相关。

## 经过
在上午10時25分，一個装有定时炸弹系统的手提箱在公共空调候车室突然爆炸。炸弹由TNT和T4构成。爆炸当场摧毁了车站的主要建筑物并击中了正停在一号月台的Ancona-Chiasso列车。爆炸的巨大声传到数英里之外。候车大厅的屋顶坍塌砸向人群，造成了大量的人员伤亡。
因为正值夏天的周末，火车站里到处都是旅客，而博洛尼亚没有能力应付如此众多的死伤者。没有足够的救护车可以使用。只能用公共汽车和出租车就近将伤员运送到医院。

## 调查
由Francesco Cossiga领导的意大利政府和警察当局的第一反应是炸弹爆炸是一起意外，然后又转向军事组织红色旅（Red Brigades），指责他们要对袭击负责。过多的调查方向和假设对调查工作造成很大影响。并且造成了针对政府调查策略的怀疑和阴谋论传言的兴起。
经过了长时间的法庭争论和政治时间。罹难者家属成立了「1980年8月2日博洛尼亞車站大屠殺受害者親屬協會」（Associazione dei familiari delle vittime della strage alla stazione di Bologna del 2 agosto 1980）以唤起人们对于这个久远的灾难时间的注意力。1995年，意大利最高法院宣布了如下判决:
- 确认了Valerio Fioravanti和Francesca Mambro，2名革命武装核心（英语：Nuclei Armati Rivoluzionari）（NAR）组织成员制造了这起炸弹爆炸事件，并判处终身监禁--这两人从未认罪。
- 以干扰调查的罪名判处Licio Gelli（Masonry旅店的经理）有罪，
- 两名调查官员也被认定有罪

到今天为止，仍然不知道这起恐怖袭击的政治目的。Gladio集团被认为部分卷入了此次攻击事件。
在2006年，阿根廷三A组织成员Rodolfo Almirón和西班牙律师José Angel Pérez Nievas因为可能参与了1980年的炸弹袭击而被捕，并且指控了另外两人Stefano Delle Chiaie和Augusto Canchi参与了博洛尼亚火车站袭击事件。不过阿根廷高等法院不支持这项指控，并拒绝引渡2人去意大利受审。

## 纪念
每年的8月2日是这次灾难事件的纪念日。每年这个时候罹难者家属都会组织一个国际纪念活动，包括在博洛尼亚的主要广场Piazza Maggiore举办的追思音乐会。
在炸弹攻击事件中被毁的原址中央火车站得以重建，但保留了地板和一整面有大块破洞的主墙体作为纪念。另外，博洛尼亚火车站的钟也永远停留在10時25分，爆炸发生的那一刻。